# Schagen (stacja kolejowa)
Schagen – stacja kolejowa w Schagen, w prowincji Holandia Północna, w Holandii. Stacja została otwarta 20 grudnia 1865.
| Schagen                      |  |                                |
| Linia                        |  |                                |
| Anna Paulownaodległość: 9 km |  | Heerhugowaard odległość: 14 km |